# أبوبكر سيلا (لاعب كرة قدم مواليد 1983)
أبوبكر سيلا (23 ديسمبر 1983 بكوناكري في غينيا - ) هو لاعب كرة قدم غيني في مركز الهجوم. شارك مع منتخب غينيا لكرة القدم. أما مع النوادي، فقد لعب مع نادي إيفيان ونادي تشيربورغ ونادي غويونيون ونادي مونتلوكون وFC Montceau Bourgogne ‏ وFC Aurillac Arpajon Cantal Auvergne ‏ وMoulins Yzeure Foot ‏ وSA Thiers ‏.

## روابط خارجية
أبو بكر سيلا على موقع قاعدة بيانات كرة القدم.إي يو (الإنجليزية)
- أبو بكر سيلا على موقع ناشيونال فوتبول تيمز (الإنجليزية)